# Web radio
Web radio o radio on line è il termine che designa emittenti radiofoniche che trasmettono in forma digitale il proprio palinsesto attraverso Internet, sulla rete telematica, risultando accessibili con qualsiasi strumento in grado di accedere in rete.
In alcuni casi si tratta di radio tradizionali, ricevibili via etere in modulazione di frequenza, che ampliano il proprio raggio di ascolto ripetendo le trasmissioni in linea; in altri casi si tratta di emittenti, amatoriali o meno, che mettono a disposizione i propri programmi esclusivamente per una fruizione su Internet.
L'audio delle trasmissioni viene inviato sotto forma di flusso dati audio compresso che viene definito stream e che deve essere decodificato sul computer ricevente da un'apposita applicazione, solitamente un lettore multimediale.

## Storia
Web radio, in senso più ristretto del termine, sono definite per convenzione tutte le radio che trasmettono unicamente per il web un programma in streaming (il metodo di trasmissione di file audiovisivi in tempo reale su Internet). Gli utenti possono direttamente fruire online dei file senza previo scaricamento su computer personale. Si simula, pertanto, in tal modo la trasmissione di programmi radiofonici e televisivi.
Il primo formato audio che ha reso possibile ciò è stato RealAudio, realizzato da Rob Glaser nell'aprile del 1995, subito seguito dalla piattaforma Microsoft Media Services.
Su internet i siti possono essere aperti e chiusi con estrema facilità e non è perciò possibile tenere una statistica: il Massachusetts Institute of Technology, nel 2002, calcolò 27 000 web radio stabilmente funzionanti sul web, ma ora si stima che si siano moltiplicate.
Dall'epoca dell'introduzione delle Web radio 1995 all'epoca attuale il quadro legale è molto mutato. Da un lato c'è stata la focalizzazione delle tematiche dei diritti d'autore, specialmente in campo musicale, vedi Napster ma correlativamente anche il copyleft, dall'altro l'introduzione degli MP3 e l'enorme sviluppo di Internet.
Solitamente il carattere di massima economicità nella realizzazione di una web radio può permettere, a chi la pensa e la realizza, di fornire una programmazione altamente specializzata per un pubblico di estrema nicchia. L'esempio italiano è Musicazione, radio on-line interamente dedicata alla musica alternativa ed al Rock Identitario, nata nel 1998 su ispirazione di una web radio scandinava dedicata al Viking Rock, la quale trasmetteva esclusivamente canzoni in svedese e che contava già nel 1997 ben oltre 50 000 visite.
Per spiegare un fenomeno del genere occorre accettare il fenomeno che caratterizza la rete internet: la glocalizzazione (crasi di globalizzazione e di locale).

## Trasmissione e diffusione
La trasmissione radiofonica via Internet è il modo più semplice per diffondere un proprio programma: bastano pochi clic per ascoltare una radio sul web, ma soprattutto ne bastano pochissimi per crearne una propria.
La radio via Web ha notevoli vantaggi: arriva in ogni angolo del mondo con una spesa irrisoria, è semplice da realizzare e gestire. Secondo un recente studio americano dal 2000 ad oggi il numero degli ascoltatori via Internet è cresciuto di oltre il 240%, ma la crescita è destinata ad aumentare in maniera esponenziale.

### Web radio e il mercato globale
Per glocalizzazione si intende l'unione di globale e locale: è un termine figlio della net-economy usato nell'e-business per descrivere la capacità delle aziende che competono su internet di restare fortemente radicate nella realtà locale, pur essendo capaci di affrontare con successo il mercato globale.
Una delle caratteristiche delle comunità virtuali del web è quello di essere globali, ovvero essere lontane geograficamente ma vicine come luogo di interessi, il tutto rapportato ad una web radio si traduce in una globalizzazione del luogo di fruibilità della radio (ovvero un computer connesso al web in una qualunque parte dell'Italia o del mondo) e una forte localizzazione dell'ascoltatore.
Tecnicamente, la musica viene trasmessa da un server (paragonabile in questo caso ad un ripetitore terrestre), con possibilità di trasmissioni dal vivo o in differita.
La web radio americana, Live365 (per esempio), ha rappresentato l'estremizzazione di tale concetto fornendo a chiunque la possibilità di trasmettere, con una propria stazione individuale. Anche se per paradosso, il titolare della radio ne è anche l'unico utente.

### RIAA e la crociata contro la pirateria
Molto probabilmente per questo motivo, nel 2001, i discografici americani, rappresentati dal RIAA (l'equivalente americana dell'italiana S.C.F.), che da tempo perseguivano il file sharing o meglio, il sistema di scambio-file come ad esempio Napster, imposero a tutte le web-radio il pagamento di royalties per la musica da loro trasmessa. Il RIAA, nella sua nuova crociata, poteva contare sull'appoggio dell'Ufficio americano del copyright che emise un parere formale secondo cui le emittenti web non sono esenti dal pagamento dei diritti d'autore quando trasmettono musica via Internet.
Altri preziosi alleati per la RIAA, in questa battaglia, furono le net-company che aspettavano di poter far decollare i propri business su Internet non appena fosse cessata la distribuzione o lo scambio di musica on-line, che ancora oggi avviene in modo per lo più illegale o incontrollato.
Ovvio che per le Web Radio americane dell'epoca si trattò di un duro colpo, ma la storia certamente non si fermò in quel quasi lontano 2001, anzi, quasi come le nostre emittenti libere degli anni settanta, anche negli Stati Uniti si assistette ad un dimezzamento delle emittenti. In ogni caso, nel 2003, a Londra, venne stipulato un nuovo accordo che prevedeva una licenza unica per poter trasmettere musica in streaming. L'accordo, si pensava, ponesse fine ad anni di incertezze riguardo allo status giuridico delle radio internet e avrebbe dovuto rendere più trasparenti i rapporti tra queste ultime e i detentori dei diritti di proprietà intellettuale.
Fino al 2005, le web radio pagavano all'associazione una somma per ogni canzone trasmessa oppure un forfait in base ai brani trasmessi finora moltiplicato per il numero di utenti. Le radio prive di pubblicità e che trasmettevano senza scopo di lucro, pagavano tra i 500 e i 2 500 dollari all'anno.
Con la riforma del 2007, tutti gli operatori dovranno pagare per ogni canzone in base al numero di utenti che la scaricano in streaming, da un minimo di 0,0008 dollari nel 2007 ad un massimo di 0,0019 dollari nel 2010 per ogni scaricamento di canzone/utente.
La decisione alza molto i costi del copyright e penalizza in primo luogo le emittenti prive di pubblicità, che fornivano un servizio migliore e senza interruzioni, paragonandole alle radio commerciali.

### Il nuovo mercatolegale
I discografici, che vollero l'accordo con RIAA, hanno sottolineato come le attività di web casting rappresentino un settore economico emergente che contribuisca allo sviluppo del business sul nuovo medium. «Questa - dichiarava a proposito della licenza unica Jay Berman, presidente e amministratore delegato dell'associazione internazionale del settore IFPI – è un'altra pietra miliare nello sviluppo dei servizi di musica su internet. Nel passato, ottenere licenze per la trasmissione multiterritoriale su Internet, per esempio in Europa, era difficile e richiedeva molto tempo. Era inoltre importante, per le società di collecting nazionali, strutturare un sistema che rimuovesse questi ostacoli».
Tutto questo, naturalmente, entusiasmava i discografici da lungo tempo a caccia di nuovi modelli di business che potessero rivelarsi vincenti nell'era digitale, un'era che ha fin qui visto crescere in modo straordinario la condivisione, senza controllo, di musica e altri contenuti tra milioni di utenti internet e, solo negli ultimi tempi, un mercato legale dello scaricamento e dello streaming.
Da questo si può iniziare a intuire e perché no, anche sospettare, che la licenza unica sia stata voluta anche per trovare rimedio allo scaricamento illegale da parte di utenti sconosciuti nei confronti dei discografici e di conseguenza la web radio è stata presa di mira come buon mezzo per rimediare a danni causati da terzi, e non certo dagli editori del web la cui unica colpa è stata quella di avere una passione infinita per il mezzo di comunicazione «radio» e le nuove tecnologie.

## I vantaggi

### Economicità e copertura
Per creare una web radio basta avere a disposizione un buon computer, una normale scheda audio, qualche centinaio di file MP3, scaricare e installare il poco software necessario gratuitamente reperibile, dotarsi di un microfono e una cuffietta. Il tutto in pochissimo tempo e praticamente senza nessuna spesa.
Per le radio già affermate, ovviamente, l'on-line rappresenta un buon canale per la diffusione dei programmi da affiancare all'etere.
Uno dei sistemi di diffusione dello streaming più diffusi ed economici è SHOUTcast.
A prima vista i due mezzi si presentano con delle caratteristiche per certi versi antitetiche.
La differenza fondamentale riguarda in primo luogo il grado di copertura dell'utenza, cioè il numero di utilizzatori e fruitori, indubbiamente (almeno in questa fase) molto maggiore per la radio tradizionale. Ma questo, fortunatamente, vale solo su scala geograficamente limitata. Estendendo il discorso su scala planetaria, la presenza in rete assicura un allargamento della possibile fascia d'utenza che, teoricamente, si estende a tutto il mondo connesso. Così, un programma radiofonico in lingua italiana, grazie ad Internet, può facilmente riuscire a superare i limiti geografici ed essere ascoltato (con i soliti limiti della comprensione della lingua) da utenti sparsi praticamente in tutto il mondo.

### Media e Internet
Mentre i media generalisti, come radio e televisione, non possono individualizzare i contenuti, le nuove tecnologie della comunicazione, come Internet, consentono la costruzione di palinsesti a misura di utente e soprattutto campagne pubblicitarie selezionate e ben definite per lanci di prodotti mirati a target ben specifici.

## Le web radio in Italia
Le web radio appaiono in Italia nel 1997. La richiesta di un riconoscimento legale è stata respinta a lungo. In virtù dell'Accordo di Londra del 2003 (vedi sopra) anche le web radio italiane possono trasmettere musica coperta da diritto d'autore, con la tecnologia streaming. Il ministero delle comunicazioni non riconosce ufficialmente l'esistenza delle web radio, preferendo attendere una normativa europea che disciplini la materia. Da rilevamenti effettuati nel 2013 risulta che in Italia vi siano oltre 200 emittenti attive, con un pubblico variante tra gli 8 000 e i 150 000 ascoltatori (ad esclusione delle web radio delle emittenti più conosciute in FM).
Un articolo del Corriere della Sera del 1 febbraio 2021 afferma che "In un famoso aggregatore italiano che permette di ascoltare le radio in streaming, si sono registrate circa 700 emittenti radio, comprese alcune di quelle che sono presenti anche in FM e in digitale che hanno una corrispondente emissione web"
La Società Italiana degli Autori ed Editori (SIAE) regolamenta le web radio che intendano utilizzare opere da essa tutelate, tramite la stipula di un contratto chiamato in gergo «modulo AWR». Tale modulo suddivide le web radio in amatoriali, istituzionali e commerciali, imponendo alle prime e alle seconde di non avere pubblicità di nessun tipo, dove per nessun tipo si intende né remunerativa, né gratuita, né nel flusso audio, né sul sito che ospita la web radio.
I vincoli imposti dalla SIAE, a prescindere dalla filosofia che muove i broadcaster, sono considerati pesanti da quasi la totalità di questi ultimi. La SIAE prevede, poi, speciali forme di abbonamento per gli esercizi commerciali che diffondono musica di sottofondo
La Società Consortile Fonografici, che riunisce le case discografiche, regolamenta le web radio in modo sostanzialmente simile alla SIAE. È recente la modifica al contratto per le web radio amatoriali, che annulla il vincolo di massima banda passante.
Nel novembre 2016 la guardia di finanza ha segnalato alla magistratura che una nota web radio, diffusa in oltre 300 esercizi commerciali, non avrebbe rispettato la legge sul diritto d'autore.

## L'associazionismo tra web radio
In questo quadro confuso dal punto di vista legislativo e nello stesso tempo di rapida evoluzione tecnica le Web radio hanno trovato un momento unificante in forme associazionistiche. Oltre alla specifica e già menzionata W.R.A, che conta tra le proprie iscritte circa 100 emittenti, l'Associazione RadUni, (associazione radiofonici universitari italiani), raggruppa soci fra più di 20 web radio italiane. A livello internazionale, su spinta soprattutto dei Paesi francofoni si è dato vita alla European Thematic Channels Association (ETCA).